# Produit de montagne
Produit de montagne est une mention de qualité facultative européenne définie par l'article 31 du décret Européen UE/1151/2012 Relatif aux systèmes de qualité applicables aux produits agricoles et aux denrées alimentaires comme suit :
Cette mention ne peut être utilisée que pour décrire des produits destinés à la consommation humaine énumérés à l’annexe I du traité à l’égard desquels:
- à la fois, les matières premières et les aliments pour animaux d’élevage proviennent essentiellement de zones de montagne;
- en ce qui concerne les produits transformés, la transformation a également lieu dans des zones de montagne.

La zone de montagne est définie par l'article 18 du décret Européen UE/1257/1999 comme un territoire aux "conditions climatiques très difficile" et/ou aux "fortes pentes dans la majeure partie du territoire"
Les produits de montagne recouvrent une grande diversité de produits: produits laitiers, carnés, fruits, huile d'olive, gâteaux, eaux minérales, plantes médicinales... (énumérés à l’annexe I du décret Européen UE/1151/2012)
Les produits de montagne revêtent des caractéristiques spécifiques du fait de l'environnement dans lequel ils sont fabriqués, de la qualité des ressources naturelles employées et des techniques et savoir-faire traditionnels utilisés pour leur production et leur transformation. Ces conditions de productions se traduisent par des qualités particulières en matière de goût, d'arômes, de couleur, de texture...
Des cas d'étude présentant divers produits de montagne ont été réalisés dans le cadre du projet produits de montagne de qualité (2002-2004).

## Labellisation
Les recherches conduites par les acteurs et instituts de recherche concernés par la montagne en Europe ont montré qu'il existait un potentiel de marché pour les produits de montagne, que ceux-ci bénéficiaient d'une image positive (voir notamment les résultats du projet  EuroMARC 2007-2010). Les recherches ont également montré que les produits de montagne étaient spécifiques et que le développement des produits de montagne était susceptible de contribuer significativement au développement territorial (voir les résultats du projet "Produits de montagne de qualité" 2002-2004). Le croisement de ces deux résultats conduit à chercher à valoriser les produits de montagne par un étiquetage spécifique mettant en valeur l'attribut montagne. Cela permettrait également de différencier les produits authentiquement de montagne de ceux qui utilisent l'image positive de la montagne à tort.
L'utilisation du terme "montagne" sur des produits alimentaires est réglementée dans quelques pays seulement: en France, en Suisse et dans une moindre mesure en Italie. L'association  Euromontana plaide depuis 2005, année où elle a lancé la Charte européenne des produits de montagne de qualité au Parlement européen, pour la mise en place d'un schéma de qualité dédié aux produits de montagne au niveau européen. La question est notamment étudiée dans le cadre de la réforme de la politique de qualité des produits agro-alimentaires de l'Union européenne. Le parlement européen a intégré dans son rapport en juin 2011 la création d'un terme optionnel de qualité "produit de montagne" réservé aux produits dont la matière première provient de la montagne et qui sont transformés en montagne. Le texte fait toujours l'objet d'une négociation entre le Parlement européen, le Conseil et la Commission européenne.
Au-delà de l'étiquetage montagne, une partie des produits de montagne utilisent les signes officiels de qualité existants (AOP, IGP, agriculture biologique) ou des marques territoriales.
Le projet "Produits de montagne de qualité" a réalisé un inventaire de la réglementation et marques pertinentes pour la promotion des produits de montagne.
La FAO a également travaillé dans le cadre d'un programme international sur le potentiel de labellisation des produits des différentes montagnes du monde. Pour l'Europe, ce projet a principalement repris les résultats du projet " produits de montagne de qualité" cité précédemment.

## Évolution
En 2003, l'APMM a décidé de réfléchir à la mise en place d'un label international pour la montagne concernant les diverses productions des zones de montagne (artisanat, agriculture, tourisme,.) qu'elles soient immatérielles (services .) ou matérielles (objets, constructions, .).